# Teretrius afrus
Teretrius afrus är en skalbaggsart som först beskrevs av Lewis 1893.  Teretrius afrus ingår i släktet Teretrius och familjen stumpbaggar. Inga underarter finns listade i Catalogue of Life.